# جزيرة سانت ماري

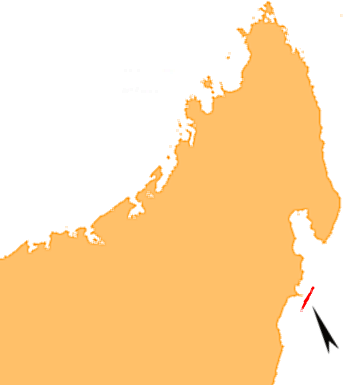
موقع جزيرة سانت ماري في شمال شرق مدغشقر.

نوسي بوراها (بالفرنسية: Nosy Boraha)‏، المعروفة سابقاً باسم جزيرة سانت ماري (بالفرنسية: Île Sainte-Marie)‏ (ولا يزال الموقع معروفاً شعبياً بهذا الاسم)، هي جزيرة تقع قبالة الساحل الشرقي لمدغشقر، التي تنتمي إليها، في بلدة أمبوديفوتارترا. تشكل الجزيرة منطقة إدارية داخل منطقة أنالانجيروفو، وتغطي مساحة 222 كلم مربع. كان عدد سكانها يُقَدَّر بنحو 26،547 نسمة في عام 2013.

## معرض صور

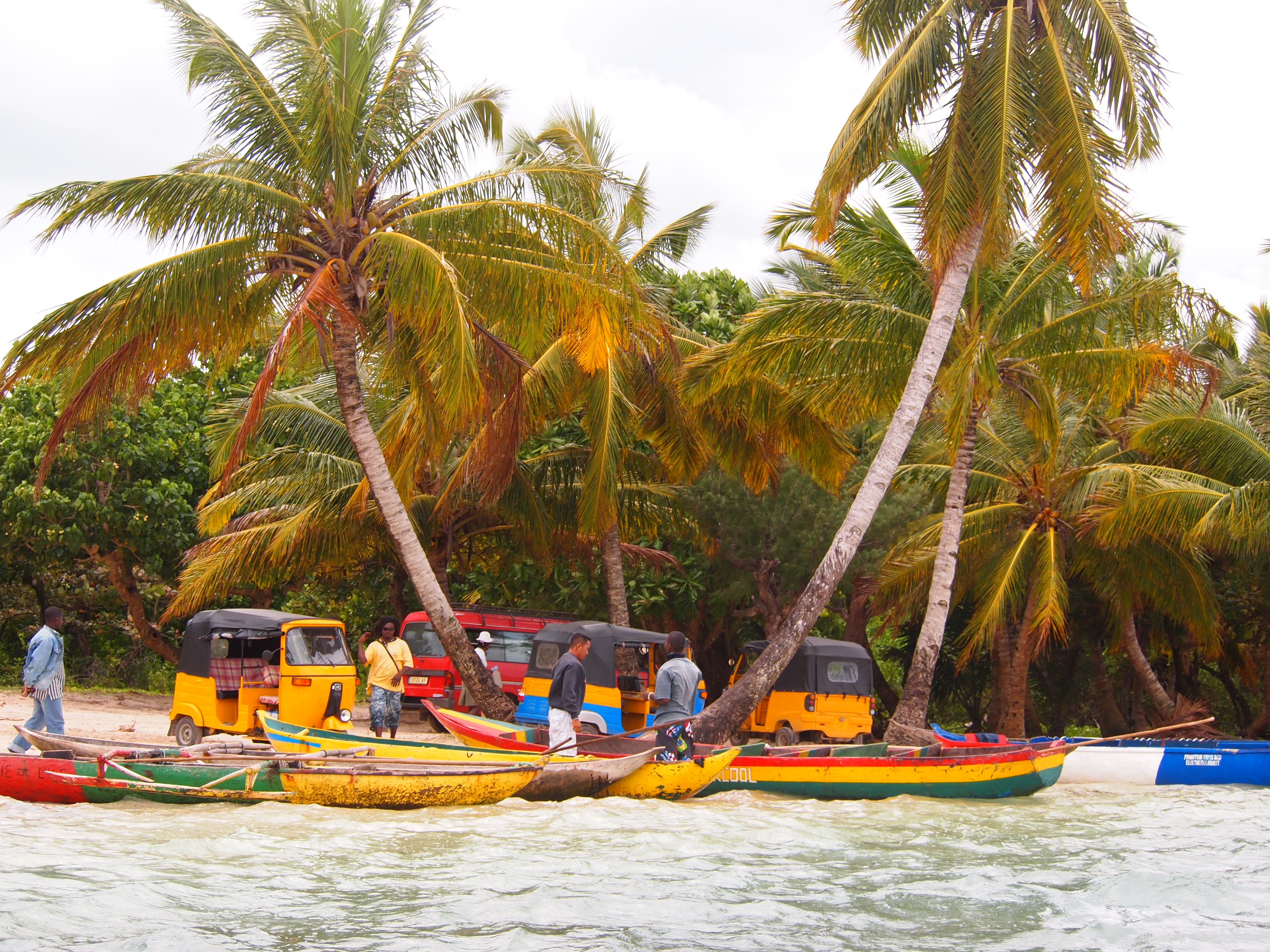
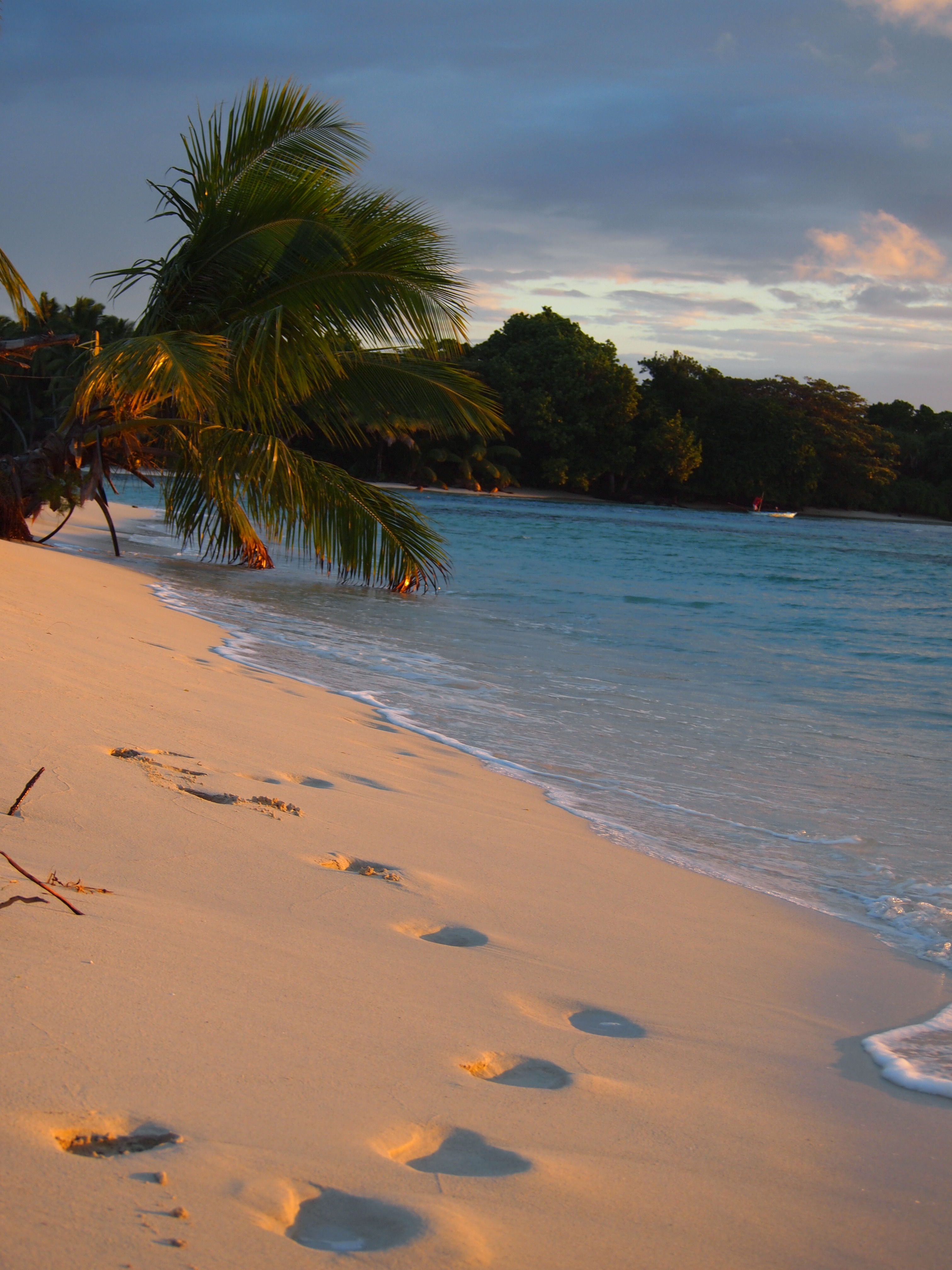
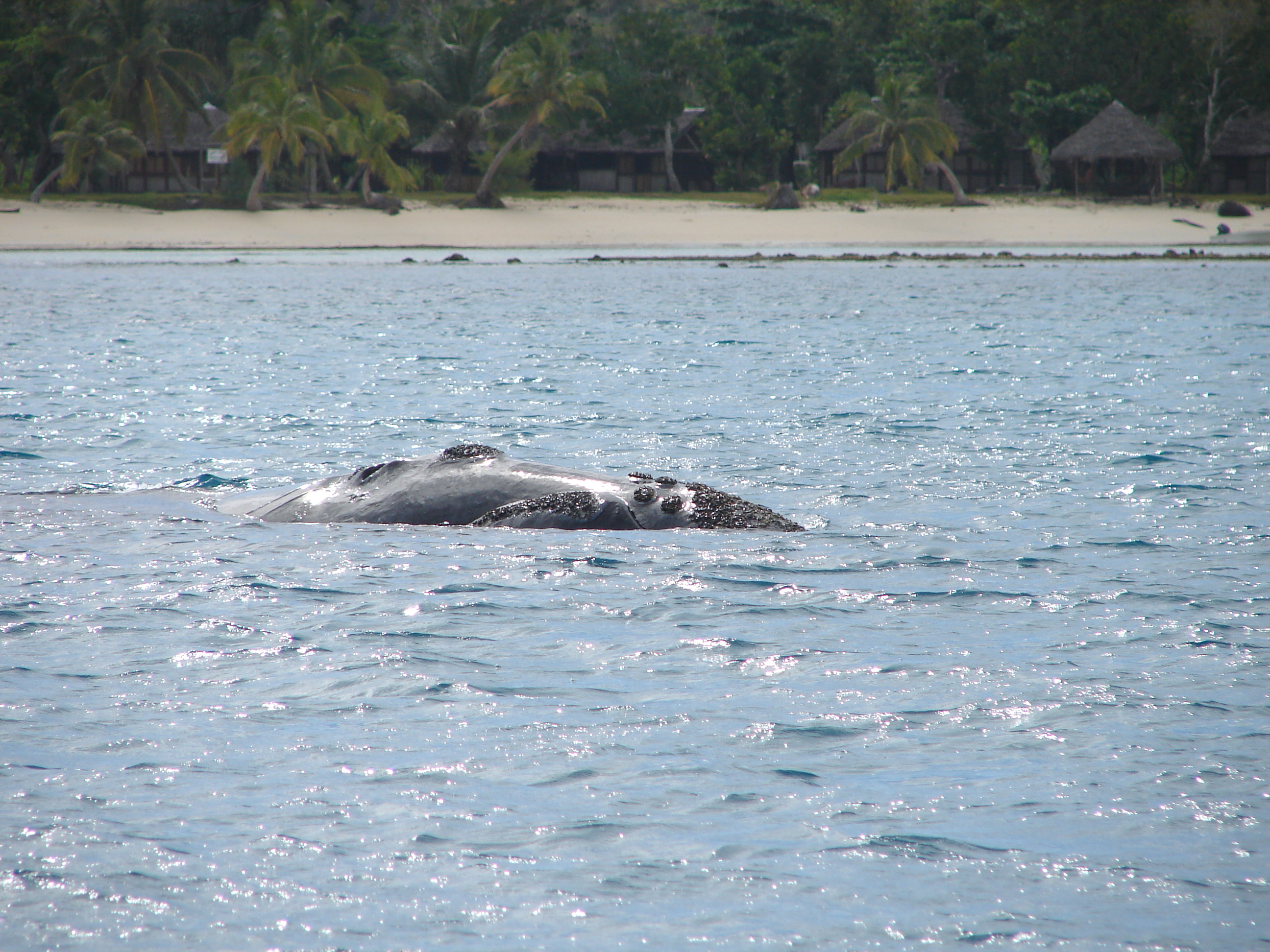
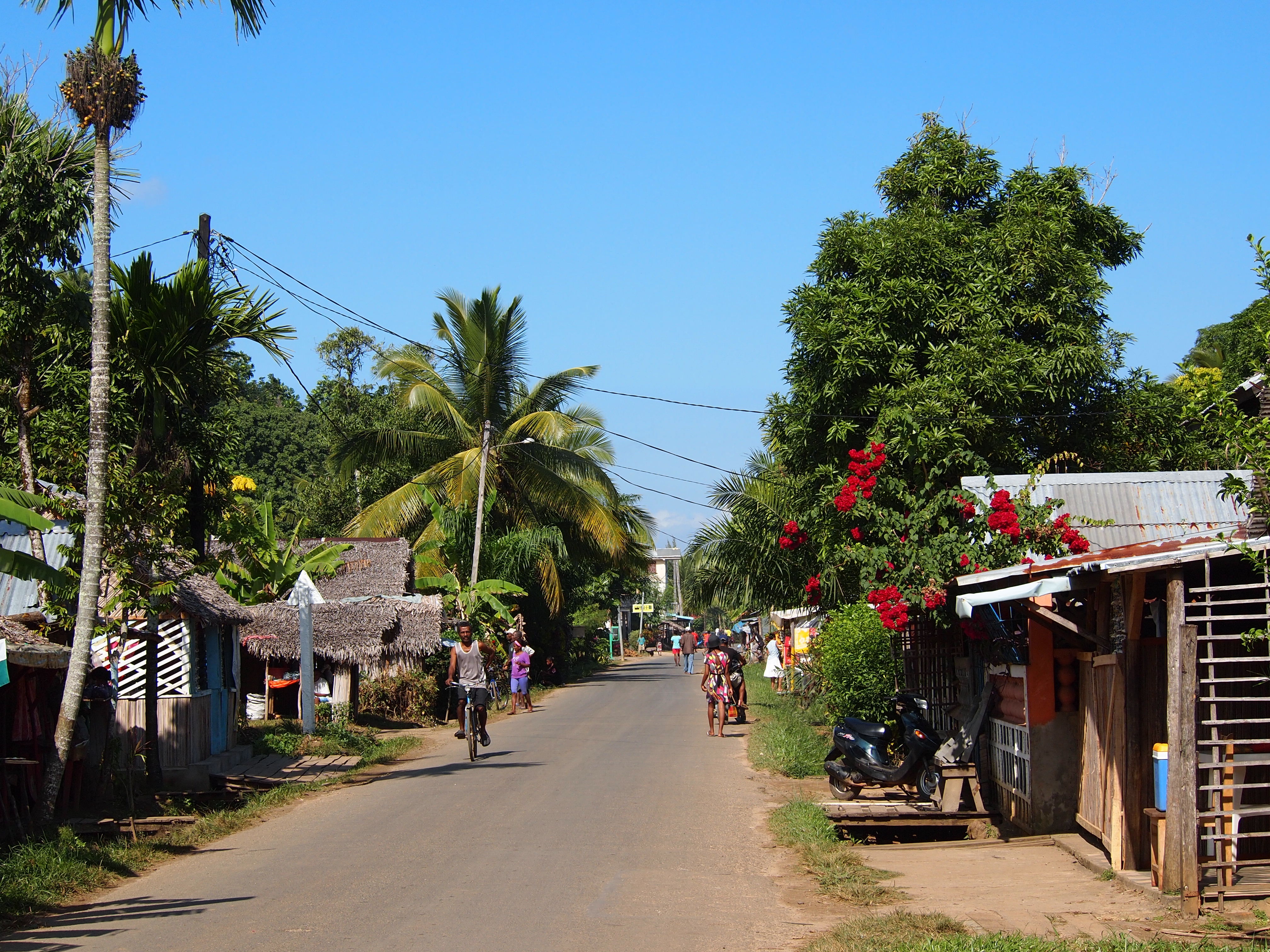
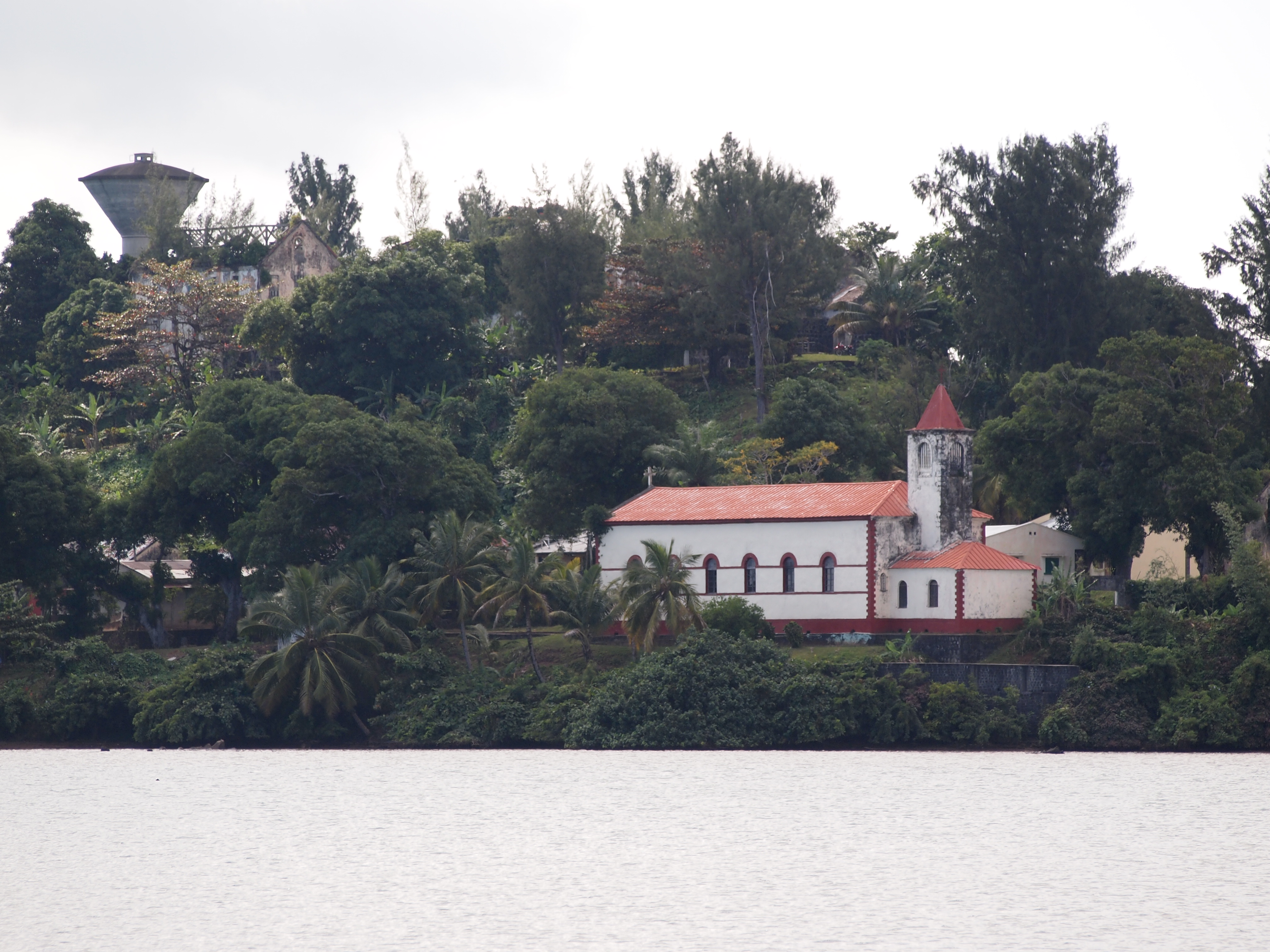
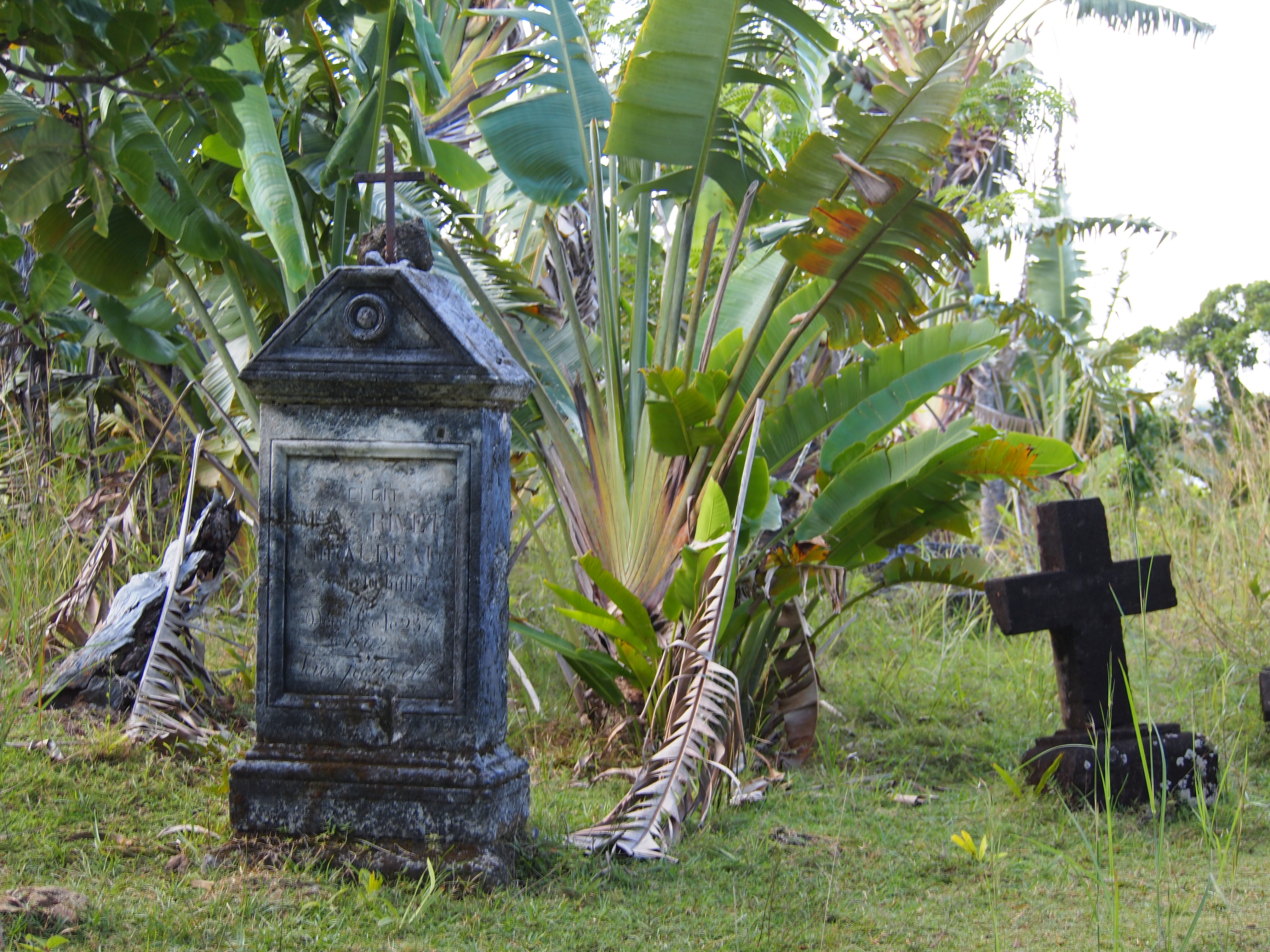

## وصلات خارجية
- Tourist map of Ste. Marie
- Humpback whale of Sainte Marie island
- Sainte Marie island
- All maps of Sainte Marie island and accommodation on the island